# James Clark Ross
James Clark Ross (ur. 15 kwietnia 1800 w Londynie, zm. 3 kwietnia 1862 w Aylesbury) – brytyjski oficer Royal Navy, odkrywca, badacz Arktyki i Antarktydy.
Uczestnik wypraw arktycznych pod dowództwem wuja Johna Rossa (1777–1856) oraz Williama Edwarda Parry’ego (1790–1855) w poszukiwaniu Przejścia Północno-Zachodniego. W 1831 roku jako pierwszy ustalił położenie północnego bieguna magnetycznego. Podczas własnej wyprawy do Antarktyki (1839–1843) bez powodzenia poszukiwał południowego bieguna magnetycznego. Odkrył Morze Rossa, Lodowiec Szelfowy Rossa, Ziemię Wiktorii (nazwaną tak na cześć panującej wtedy królowej Anglii), Wyspę Rossa i in.

## Życiorys
James Clark Ross urodził się 15 kwietnia 1800 roku w Londynie  jako trzeci syn kupca George’a Rossa i jego żony Christian Clark. W 1812 roku wstąpił na ochotnika do Royal Navy. Początkowo służył na statku HMS Briseis, którym dowodził jego wuj John Ross (1777–1856). Przez kolejne 7 lat służył na jednostkach dowodzonych przez wuja.

### Wyprawy arktyczne
W 1818 roku uczestniczył w brytyjskiej wyprawie arktycznej pod dowództwem wuja do Zatoki Baffina, której celem było znalezienie Przejścia Północno-Zachodniego. Podczas tej ekspedycji asystował Edwardowi Sabine (1788–1883), który prowadził badania ziemskiego pola magnetycznego.   
W 1819 roku William Edward Parry (1790–1855) zabrał Rossa na swoją pierwszą wyprawę arktyczną. Podczas tej ekspedycji Ross po raz pierwszy zimował w Arktyce. W 1820 roku wraz z Parry’m badał Wyspę Melville’a, używając do transportu sani. W latach 1821–1822 brał udział w drugiej wyprawie Parry’ego, zbierając okazy fauny i flory. Po raz drugi zimował w Arktyce. W 1822 roku Ross został awansowany na stopień porucznika. W 1824 roku uczestniczył w trzeciej wyprawie Parry’ego i po raz trzeci zimował w Arktyce. Dowodził wówczas grupą czterech polarników podczas 120-kilometrowej przeprawy na półwyspie Brodeur i zaobserwował, że Cieśnina Księcia Regenta jest wolna od lodu ok. 30 km na północ od Port Bowen. W 1825 roku statek wyprawy HMS Fury został uszkodzony przez lód i załoga musiała go porzucić.
W 1827 roku Ross wziął udział w kolejnej wyprawie Parry’ego, której celem było zdobycie bieguna północnego. Po ponad miesięcznym marszu po lodzie Parry przerwał ekspedycję. Wyprawa osiągnęła szerokość 82°43'N – przez 50 lat był to najdalej na północ wysunięty punkt, do którego dotarli polarnicy. Po powrocie, w 1827 roku Ross został awansowany na stopień komandora.
W latach 1829–1833 uczestniczył w prywatnej ekspedycji wuja Johna Rossa w poszukiwaniu Przejścia Północno-Zachodniego poprzez Cieśninę Księcia Regenta. Pełnił funkcję zastępcy dowódcy wyprawy. W 1830 roku odkrył, że Boothia to półwysep, a nie wyspa, gdyby była to wyspa, to przejście mogłoby się znajdować na południe od niej. W 1831 roku jako pierwszy ustalił położenie północnego bieguna magnetycznego. Północny biegun magnetyczny znajdował się wówczas w południowo-zachodniej części półwyspu Boothia – ówczesne współrzędne geograficzne bieguna to 70°05.3′N 96°46′W. Podczas tej wyprawy czterokrotnie zimował w Arktyce. W trakcie ekspedycji Ross zbierał informacje na temat życia Inuitów.   
W 1834 roku Ross awansował na stopień kapitana. W 1836 roku uczestniczył w wyprawie ratunkowej w Cieśninie Davisa i na Morzu Labradorskim w poszukiwaniu wielorybników z 11 statków, które utknęły w lodzie – rozbitkom udało się uratować samodzielnie. W 1835 roku odrzucił tytuł szlachecki, którym chciano go uhonorować za przeprowadzoną akcję ratunkową.
W latach 1837–1839 Ross prowadził badania magnetyzmu na terenie Wielkiej Brytanii.

### Wyprawa antarktyczna (1839–1843)

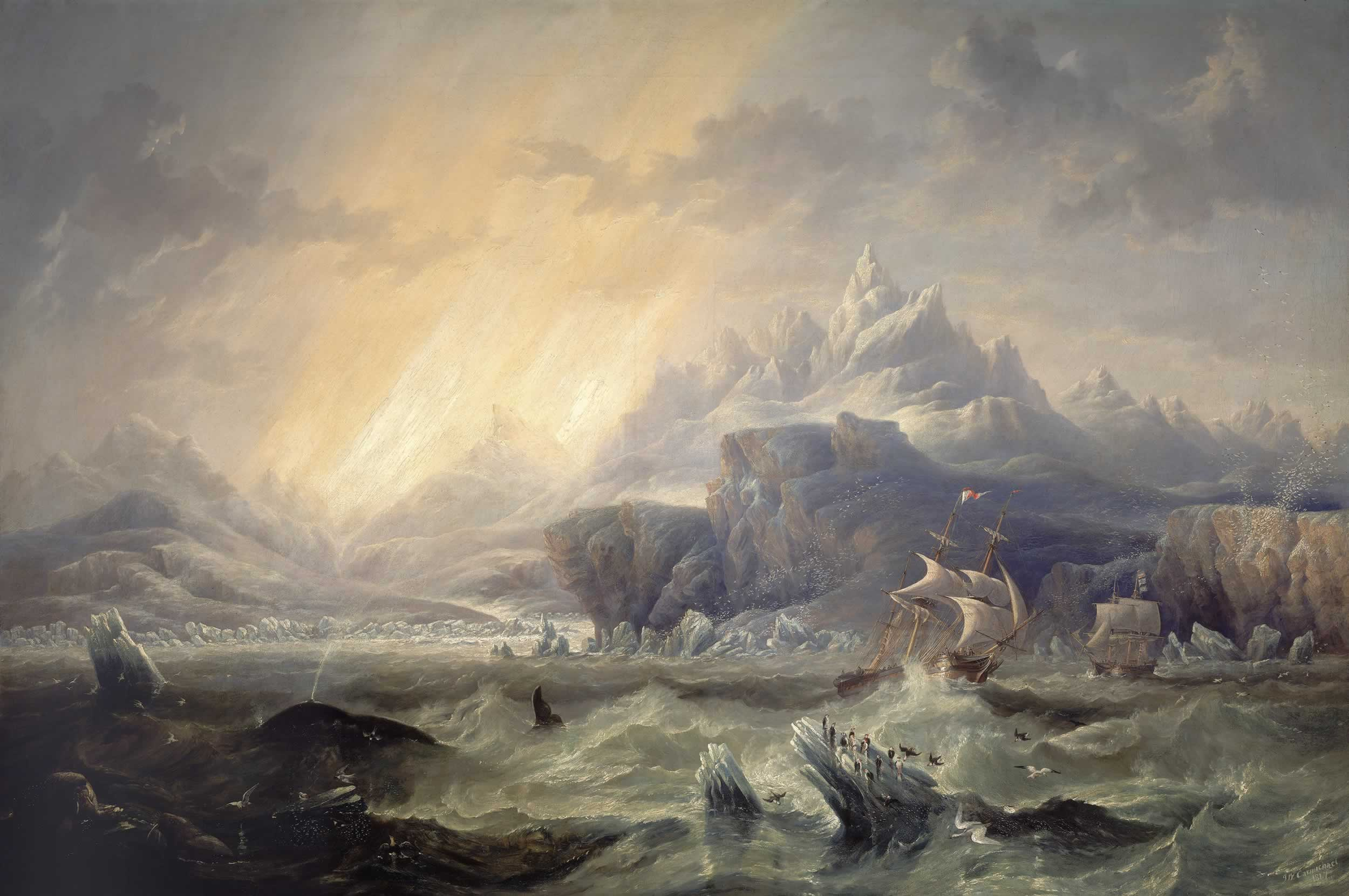
Wyprawa Rossa – HMS Erebus i Terror w Antarktyce (1847), obraz brytyjskiego malarza Johna Wilsona Carmichaela (1800–1868)

W 1839 roku Ross poprowadził pierwszą wyprawę brytyjską do Antarktyki celem zbadania Antarktydy i odkrycia południowego bieguna magnetycznego. Położenie bieguna obliczył niemiecki matematyk i geodeta Carl Friedrich Gauss (1777–1855), umieszczając go na 66°S 146°E. Wyprawa Rossa wyruszyła na dwóch statkach HMS Erebus i HMS Terror. Latem 1840–1841 Ross dotarł na otwarte wody Morza Rossa, odkrywając barierę lodową Rossa i Lodowiec Szelfowy Rossa. Określił położenie południowego bieguna magnetycznego, który miał się znajdować na nowo odkrytej Ziemi Wiktorii. W kolejnym roku mapował barierę Rossa. W 1842 roku jego dwa statki zderzyły się podczas sztormu. Latem 1842–1843 wyprawa osiągnęła północy kraniec Morza Weddella, odkrywając zatokę Erebus and Terror Gulf i liczne wyspy. Ross nazwał ją na cześć swoich dwóch statków. W swoim raporcie z wyprawy Ross odnotował obserwacje licznych waleni, co wobec kurczącej się populacji tych ssaków na północy globu zapoczątkowało zainteresowanie wielorybników wodami antarktycznymi. W latach 1892–1893, zachęcony raportami Rossa na poszukiwanie łowisk waleni wybrał się norweski wielorybnik Carl Anton Larsen (1860–1924) – według Millsa (2003), podczas wyprawy nie zaobserwowano żadnych waleni, natomiast według Basberga (2020) walenie widziano, lecz ich nie upolowano . Clancy i inni (2013) wysunęli przypuszczenie, że Ross mógł się pomylić i zamiast waleni obserwować płetwale zwyczajne.
W 1843 roku po powrocie do Wielkiej Brytanii Ross poślubił Anne Coulmann. Para zamieszkała w pobliżu Aylesbury i miała czworo dzieci. W 1844 roku otrzymał tytuł szlachecki.
Ross odrzucił propozycję Admiralicji, by poprowadzić kolejną wyprawę w poszukiwaniu Przejścia Północno-Zachodniego. W 1845 roku zadania podjął się John Franklin (1786–1847), którego ekspedycja zaginęła.

### Ekspedycja ratunkowa do Arktyki
W 1848 roku na prośbę żony Franklina poprowadził ekspedycję ratunkową w celu odnalezienia członków zaginionej ekspedycji Franklina. Wyprawa dotarła do Cieśniny Lancastera, lecz z uwagi na niesprzyjające warunki zmuszona była do zimowania na wyspie Somerset. Dla Rossa była to dziewiąta zima spędzona w Arktyce. Na wiosnę 1849 roku przeszukano wybrzeża wyspy – bez rezultatu. Podczas ekspedycji zmapowano ok. 240 km zachodniego wybrzeża Somerset.
Po powrocie do Wielkiej Brytanii Ross został awansowany na stopień kontradmirała (ang. Rear Admiral) w 1856 roku. W 1861 roku uzyskał stopień Rear Admiral of the Red.
Ross zmarł 3 kwietnia 1862 roku w Aylesbury .

## Publikacje
- 1847 – A Voyage of Discovery and Research in the Southern and Antarctic Regions[1]

## Członkostwa i nagrody
- 1824 – członek (fellow) Towarzystwa Linneuszowskiego w Londynie[15]
- 1828 – członek (fellow) Royal Society[16]
- 1842 – Founder's Medal Królewskiego Towarzystwa Geograficznego[17]
- 1843 – Grande Médaille d’Or des Explorations et Voyages de Découverte Société de Géographie[18]
- 1852 – członek korespondencyjny Francuskiej Akademii Nauk[19]

## Upamiętnienie

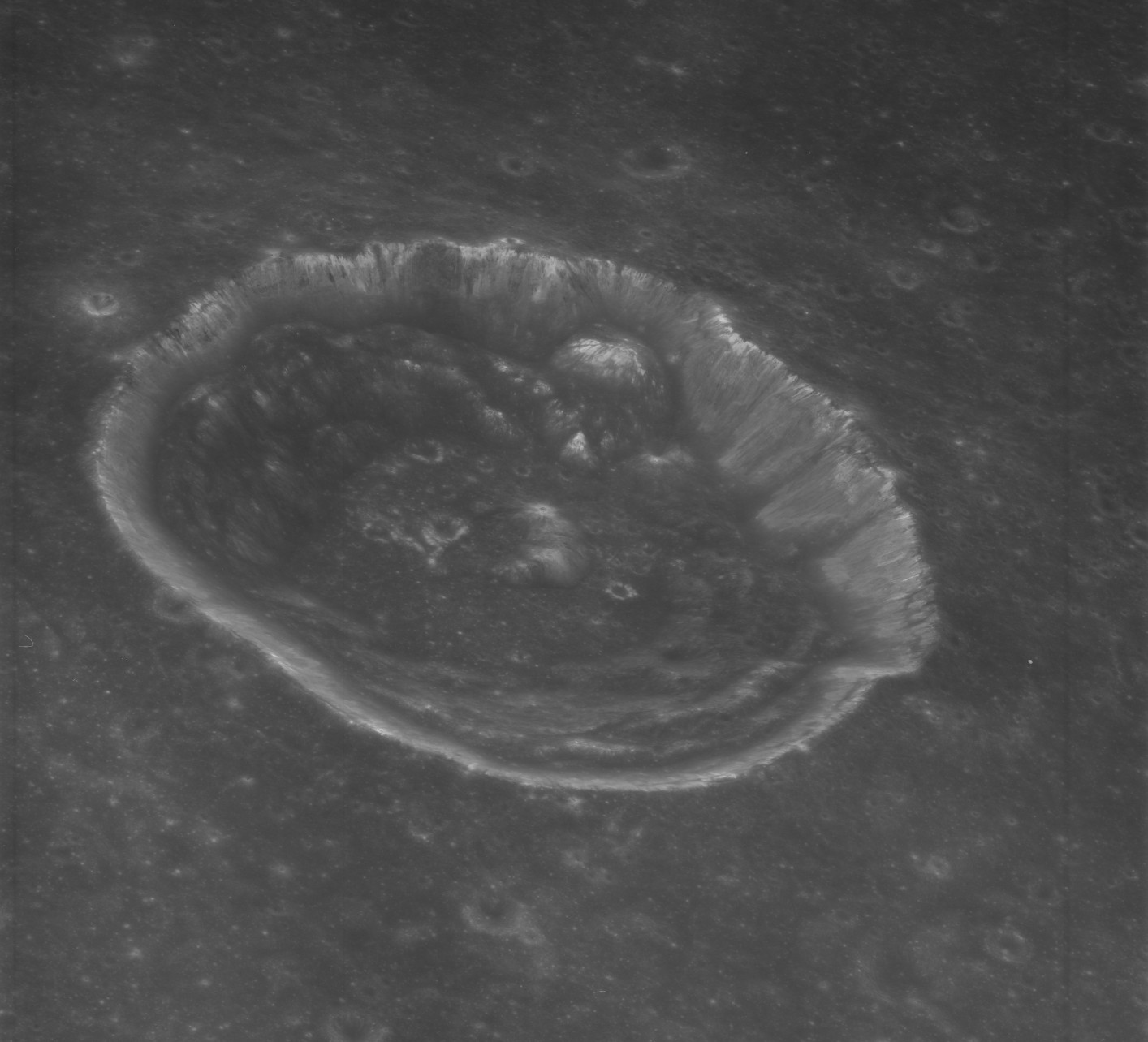
Krater księżycowy Ross

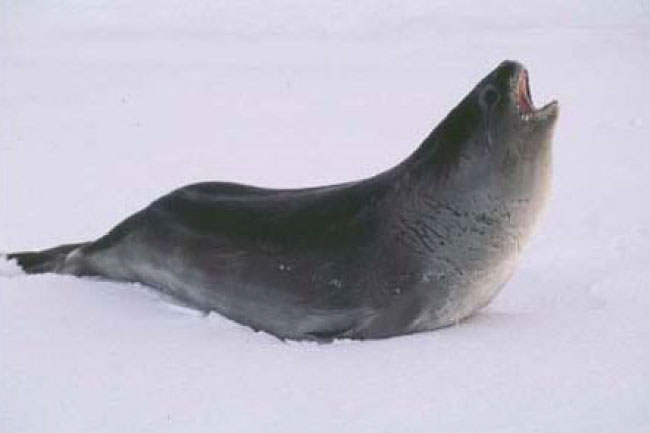
Foka Rossa (łac. Ommatophoca rossii)

Na cześć Rossa nazwano następujące obiekty geograficzne: 
- W Arktyce[20]:
  - James Ross Strait
  - Ross Bay
  - Ross Point
  - Rossøya

- W Antarktyce:
  - Morze Rossa[21]
  - Lodowiec Szelfowy Rossa[22]
  - Wyspa Jamesa Rossa[23]
  - Wyspa Rossa[24]
  - Cape Ross[25]

- Na Księżycu:
  - Ross[26]

Jeden z gatunków fok antarktycznych nosi nazwę foka Rossa (łac. Ommatophoca rossii) – Ross złapał dwa okazy podczas swojej wyprawy w 1840 roku.
Na cześć Rossa nazwano brytyjski statek badawczy RRS James Clark Ross.